# Manon Bernard
Manon Bernard (* 23. Januar 1995 in Montfermeil) ist eine französische Volleyballspielerin. Die Libera gehört seit 2018 zur Nationalmannschaft. Sie spielte 2019/20 beim Bundesligisten Ladies in Black Aachen und wechselte dann zu Municipal Olympique Mougins Volley-ball.

## Karriere
Bernard begann im Alter von zehn Jahren in der Schule mit Volleyball und spielte für Gagny-Raincy. Später ging sie zu den
Pôle Espoirs de Châtenay-Malabry. Anschließend wechselte sie zum damaligen Zweitligisten Vandœuvre Nancy Volley-Ball. Mit dem Verein schaffte die Libera 2015 den Aufstieg in die erste französische Liga. 2018 wurde sie erstmals in die französische Nationalmannschaft berufen. 2019 wechselte sie zum deutschen Bundesligisten Ladies in Black Aachen. In der Saison 2019/20 kam sie mit Aachen jeweils ins Viertelfinale des DVV-Pokals und des europäischen Challenge Cups. Als die Bundesliga-Saison kurz vor den Playoffs abgebrochen wurde, standen die Ladies in Black auf dem siebten Tabellenplatz. In der Saison 2020/21 spielt Bernard für Municipal Olympique Mougins Volley-ball.
Bernard erwarb an der Université de Lorraine den Master of Education mit Auszeichnung. Für ihre sportliche und akademische Karriere wurde sie 2019 mit dem Prix Sportif Lorrain der Académie Stanislas geehrt.